# Night School
Night School es una película estadounidense de comedia dirigida por Malcolm D. Lee y protagonizada por Kevin Hart, Tiffany Haddish, Rob Riggle, Taran Killam, Romany Malco, Keith David, y Loretta Devine. Hart también produce la película junto Will Packer, e igualmente coescribió el guion. La historia sigue a un grupo de adultos jóvenes que buscan obtener sus GEDs. La película fue estrenada en Estados Unidos por Universal Pictures el 28 de septiembre de 2018.

## Sinopsis
Un grupo de alborotadores y abusones son obligados a quedarse en el colegio por las noches para así conseguir aprobar los exámenes que les permitan finalizar sus estudios de bachillerato.

## Reparto
- Kevin Hart[1] como Teddy Walker.
- Tiffany Haddish[5] como Carrie.
- Rob Riggle[2] como Mackenzie.
- Taran Killam como Stewart.
- Romany Malco como Jaylen.
- Keith David[6][7] como Gerald Walker.
- Donna Biscoe[8] como Carole Walker.
- Megalyn Echikunwoke[9] como Lisa.
- Yvonne Orji como Maya.[10]
- Mary Lynn Rajskub[11] como Theresa.
- Ben Schwartz[12] como Marvin.
- Anne Winters[13] como Mila.
- Bresha Webb como Denise Walker.
- Al Madrigal como Luis.
- Tilda Del Toro como Maria.
- Jeff Rose como Isaac.
- Jacob Batalon
- Fat Joe como Bobby.

## Producción
La fotografía principal comenzó en Atlanta, Georgia en septiembre de 2017.

## Recepción
Night School ha recibido reseñas mixtas a negativas de parte de la crítica y de la audiencia. En el portal de internet especializado Rotten Tomatoes, la película posee una aprobación de 27%, basada en 145 reseñas, con una calificación de 4.4/10 y con un consenso crítico que dice: "Night School, sus divertidas estrellas y su ambientación aparentemente prometedora se suman a una comedia decepcionantemente dispersa cuyas risas se mantienen en gran medida detenidas." De parte de la audiencia tiene una aprobación de 38%, basada en más de 2500 votos, con una calificación de 2.9/5.
La página Metacritic le ha dado a la película una puntuación de 43 de 100, basada en 30 reseñas, indicando "reseñas mixtas o promedio". Las audiencias encuestadas por CinemaScore le han dado a la película una "A-" en una escala de A+ a F, mientras que en el sitio IMDb los usuarios le han dado una calificación de 5.6/10, sobre la base de 41 409 votos. En FilmAffinty posee una calificación de 4.4/10, basada en 1520 votos.